# Anyphaena catalina
Anyphaena catalina là một loài nhện trong họ Anyphaenidae.
Loài này thuộc chi Anyphaena. Anyphaena catalina được Norman I. Platnick miêu tả năm 1974.